# 8bit
8bit este un gen al muzicii electronice recent inventat, este muzica electronica cu sunete provenite de la cipuri vechi de 8bit, care apartineau computerelor si consolelor precum Spectrum, C64, etc.
Cei mai cunoscuti artisti si trupe: Bit Shifter, 50 hertz, Slagsmålsklubben